# Labuhan (Brondong)
Labuhan is een bestuurslaag in het regentschap Lamongan van de provincie Oost-Java, Indonesië. Labuhan telt 6043 inwoners (volkstelling 2010).